# Thiago Bordin
Thiago Bordin (São Paulo, 19 de março de 1983) é um bailarino brasileiro . Ele é o principal bailarino na companhia de balé Hamburg Ballet.
Ele foi aceito na aclamada Akademie des Tanzes Mannheim, Alemanha, quando foi descoberto pela bailarina Birgit Keil. Quando completou seu treinamento foi imediatamente trabalhar na companhia Hamburg Ballet, comandada por John Neumeier. Após quatro anos integrando o corpo de balé foi promovido a solista e oito meses depois ocupou o posto de principal bailarino da companhia.
Dançarino magnífico, Bordin combina graça nos movimentos com a pureza da linha e é um dos bailarinos favoritos entre os críticos de dança. Bordin foi indicado para o prêmio de dança alemã Fausto Der e é reconhecido por sua interpretação de Romeu no balé Romeu e Julieta de John Neumeier.